# Hypena passerinalis
Hypena passerinalis är en fjärilsart som beskrevs av Ludwig Carl Friedrich Graeser 1888. Hypena passerinalis ingår i släktet Hypena och familjen nattflyn. Inga underarter finns listade i Catalogue of Life.